# Bethany Donaphin
Bethany Camille Donaphin (New York, 27 agosto 1980) è un'ex cestista statunitense.
Alta 190 cm, ha giocato come centro nella Pallacanestro Femminile Schio.

## Carriera
Cresciuta nella Stanford University, ha giocato con le New York Liberty, con la Caja Rural Las Palmas e con il Fenerbahçe İstanbul prima di passare nel campionato italiano con Schio. Ha vinto lo scudetto 2005-06 e il 3 aprile 2008 ha conquistato l'EuroCup, in seguito alla vittoria di Schio a Mosca per 78-69. Il 3 maggio vince anche il campionato italiano, in seguito alla vittoria sulla Phard Napoli.

## Palmarès
- Campionato italiano: 3
Famila Schio: 2004-05, 2005-06, 2007-08
- Coppa Italia: 1
Famila Schio: 2005
- Supercoppa italiana: 2
Famila Schio: 2005, 2006
- EuroCup Women: 1
Beretta Famila Schio: 2007-08